# 海洋堂かっぱ館
海洋堂かっぱ館（かいようどう かっぱかん）は、高知県高岡郡四万十町打井川（うついがわ）にある、株式会社海洋堂が運営するカッパをテーマにした博物館。
四万十川上流の険しい山中にある。管理運営は海洋堂系列の株式会社「奇想天外」。

## 概要
高岡郡四万十町（旧大正町）打井川に縁があった海洋堂の創業者・宮脇修（父親が旧大正町の出身）が、四万十地域の自然との触れ合いをコンセプトに、カッパの造形作品を世界各地から集め、ミュージアムとしたものである。
2012年（平成24年）開館。2014年（平成26年）には2号館が開館。館内には「四万十川かっぱ造形大賞」に応募したカッパ造形作品が約1700点保管され、約600点が展示されている。カッパフィギュアの色付け体験などのイベントやミュージアムショップもある。
2008年（平成20年）に廃校となった四万十町立打井川小学校の敷地と校舎を改修した海洋堂ホビー館四万十と、宮脇修の父親（指物の大工兼宮司だった）が創建した馬之助神社とを合わせて「海洋堂シマントミュージアムビレッジ」という複合施設として運営されているが、かっぱ館・ホビー館四万十ともに、予土線打井川駅から四万十川水系の打井川の曲がりくねった谷間の林道を登っていかなければならない僻地にある（四万十町コミュニティバス打井川線があるほか、送迎サービスも運行している）。